# Nostima schildi
Nostima schildi är en tvåvingeart som beskrevs av Cresson 1941. Nostima schildi ingår i släktet Nostima och familjen vattenflugor. Inga underarter finns listade i Catalogue of Life.